# 彼得里夫卡 (赫梅利尼次基區)
49°26′39″N 26°15′54″E / 49.44417°N 26.26500°E
彼得里夫卡（烏克蘭語：Петрівка）是位於烏克蘭西部的村莊，由赫梅利尼茨基州赫梅利尼次基區的沃洛奇斯克市鎮負責管轄。該村面積0.67平方公里，海拔高度309米，2001年人口106，人口密度每平方公里158.2人。